# Утро стрелецкой казни
«Утро стрелецкой казни» — картина русского художника Василия Сурикова (1848—1916), завершённая в 1881 году. Хранится в Государственной Третьяковской галерее в Москве (инв. 775). Размер полотна — 218 × 379 см (по другим данным, 223 × 383,5 см). Тема произведения связана с историческими событиями конца XVII века — подавлением Петром I стрелецкого бунта 1698 года и казнью мятежных стрельцов.
Первые эскизы для будущей картины «Утро стрелецкой казни» были созданы в 1878 году, а вся работа над полотном заняла около трёх лет. Картина была представлена на 9-й выставке Товарищества передвижных художественных выставок («передвижников»), открывшейся в марте 1881 года в Санкт-Петербурге. Прямо с выставки картина была приобретена Павлом Третьяковым.
«Утро стрелецкой казни» стало первым большим произведением Сурикова на тему русской истории. Вместе с двумя другими полотнами 1880-х годов — «Меншиков в Берёзове» (1883) и «Боярыня Морозова» (1887) — картину «Утро стрелецкой казни» иногда объединяют в историческую трилогию Сурикова, посвящённую драматическим событиям российской истории XVII—XVIII веков.
Скульптор Марк Антокольский называл «Утро стрелецкой казни» «первой русской картиной исторической», отмечая, что её преимущества «в сто раз выкупают все недостатки». Критик Николай Александров писал, что перед этим полотном «зрителя сразу же охватывает могучесть художественного представления, художественного творчества». По словам художника и критика Александра Бенуа, суриковская «Казнь стрельцов» «гениально передаёт весь сверхъестественный ужас начинающейся петровской трагедии». Искусствовед Алла Верещагина отмечала, что до Сурикова никто и никогда «не сумел показать так правдиво и убедительно само „движение истории“, разворачивающееся в противоречиях, раздирающих нацию, в схватке не на жизнь, а на смерть сторонников нового и ревнителей старины».

## История

### Предшествующие события
Василий Суриков родился в 1848 году в Красноярске. Его семья принадлежала к старинному казачьему роду: казаками были предки как по линии отца, Ивана Васильевича Сурикова, так и по линии матери, Прасковьи Фёдоровны Суриковой (в девичестве Торгошиной). Имена Суриковых и Торгошиных — предков художника — встречаются в списках бунтовщиков, выступивших против сибирских воевод в конце XVII века. В 1858 году Суриков поступил в Красноярское уездное училище, где его учителем рисования был Николай Гребнёв, который внёс значительный вклад в формирование будущего художника. От Гребнёва о талантливом юноше узнал красноярский золотопромышленник и меценат Пётр Кузнецов, который предложил Сурикову свою поддержку для дальнейшего обучения. В декабре 1868 года Суриков вместе с рыбным обозом отправился из Красноярска в Санкт-Петербург, сделав по пути краткую остановку в Москве.

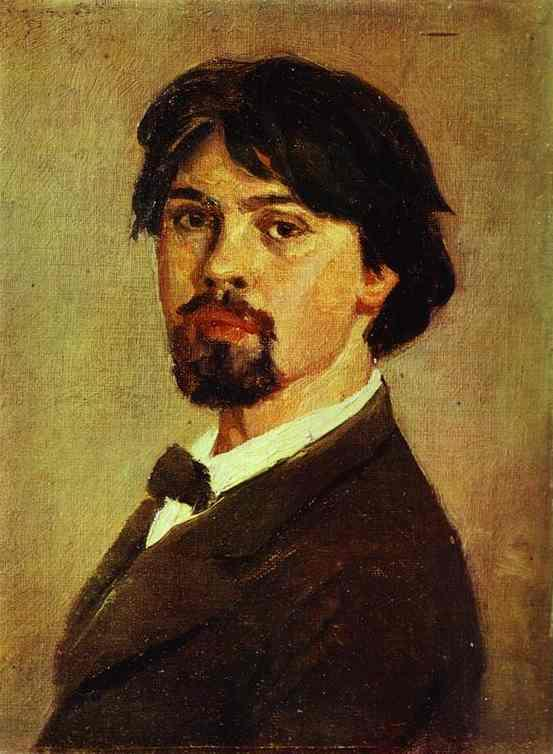
В. И. Суриков. Автопортрет (1879, ГТГ)

В 1869—1875 годах Василий Суриков учился в Академии художеств в классе исторической живописи, где его наставниками были Пётр Шамшин, Богдан Виллевальде, Фёдор Бруни, Фёдор Иордан, Карл Вениг, Тимофей Нефф и (с 1873 года) Павел Чистяков. В 1874 году за картину «Милосердный самарянин» (ныне в КГХМ) Суриков был награждён малой золотой медалью Академии художеств, а в 1875 году за полотно «Апостол Павел объясняет догматы веры в присутствии царя Агриппы, сестры его Береники и проконсула Феста» (ныне в ГТГ) он был удостоен звания классного художника 1-й степени, но без присуждения большой золотой медали. По некоторым сведениям, это произошло из-за того, что в тот год у Академии не было средств для оплаты полагавшейся вместе с этой наградой пенсионерской поездки за границу.
В марте 1876 года Суриков начал работу над эскизами для произведений, предназначавшихся для московского храма Христа Спасителя, а в августе того же года с ним был подписан контракт на написание четырёх фресок, изображающих первые Вселенские соборы. В течение нескольких месяцев Суриков продолжал работу в выделенной ему мастерской в Санкт-Петербурге, а в июне 1877 года он переехал в Москву, поскольку эскизы к тому времени были утверждены и надо было приступать к расписыванию стен храма. В январе 1878 года художник ездил в Санкт-Петербург, чтобы повенчаться с Елизаветой Августовной Шарэ. Молодую жену Суриков привёз в Москву и поселился вместе с ней в небольшой квартире на Плющихе, в доме Астахова (дом № 17, до настоящего времени не сохранился, был снесён в 1953 году при реконструкции улицы). Работа над «Вселенскими соборами», оконченная летом 1878 года, отняла у художника много сил. Тем не менее выплаченное за заказ вознаграждение обеспечило ему относительную финансовую независимость и возможность самостоятельно избрать тему для своей будущей работы, которой и стали стрелецкие казни.
Впоследствии Суриков вспоминал: «Я в Петербурге ещё решил „Стрельцов“ писать. Задумал я их, когда в Петербург из Сибири ехал. Тогда ещё красоту Москвы увидел… Как я на Красную площадь пришёл — всё это у меня с сибирскими воспоминаниями связалось. Когда я их задумал, у меня все лица сразу так и возникли». Переезд в Москву сыграл значительную роль в судьбе художника. Сам Суриков так рассказывал о своих впечатлениях: «Началось здесь, в Москве, со мною что-то странное. Прежде всего почувствовал я себя здесь гораздо уютнее, чем в Петербурге. Было в Москве что-то гораздо больше напоминающее мне Красноярск, особенно зимою. Идёшь, бывало, в сумерках по улице, свернёшь в переулок, и вдруг что-то совсем знакомое, такое же, как и там, в Сибири». Большое впечатление на Сурикова произвёл Кремль: «Но больше всего захватил меня Кремль с его стенами и башнями. Сам не знаю почему, но почувствовал я в них что-то удивительно мне близкое, точно давно и хорошо знакомое. Как только начинало темнеть, я бросал работу в соборе и уходил обедать, а затем с наступлением сумерек отправлялся бродить по Москве и всё больше к кремлёвским стенам». В письме к историку и искусствоведу Виктору Никольскому Суриков сообщал: «Приехавши в Москву, попал в центр русской народной жизни, [и] я сразу встал на свой путь».

### Работа над картиной
Продолжая рассказ о своих прогулках по Москве, Василий Суриков вспоминал: «И вот однажды иду я по Красной площади, кругом ни души. Остановился недалеко от Лобного места, засмотрелся на очертания Василия Блаженного, и вдруг в воображении вспыхнула сцена стрелецкой казни, да так ясно, что даже сердце забилось. Почувствовал, что если напишу то, что мне представилось, то выйдет потрясающая картина. Поспешил домой и до глубокой ночи всё делал наброски, то общей композиции, то отдельных групп. Надо, впрочем, сказать, что мысль написать картину стрелецкой казни была у меня и раньше. Я думал об этом ещё в Красноярске. Никогда только не рисовалась мне эта картина в такой композиции, так ярко и так жутко».

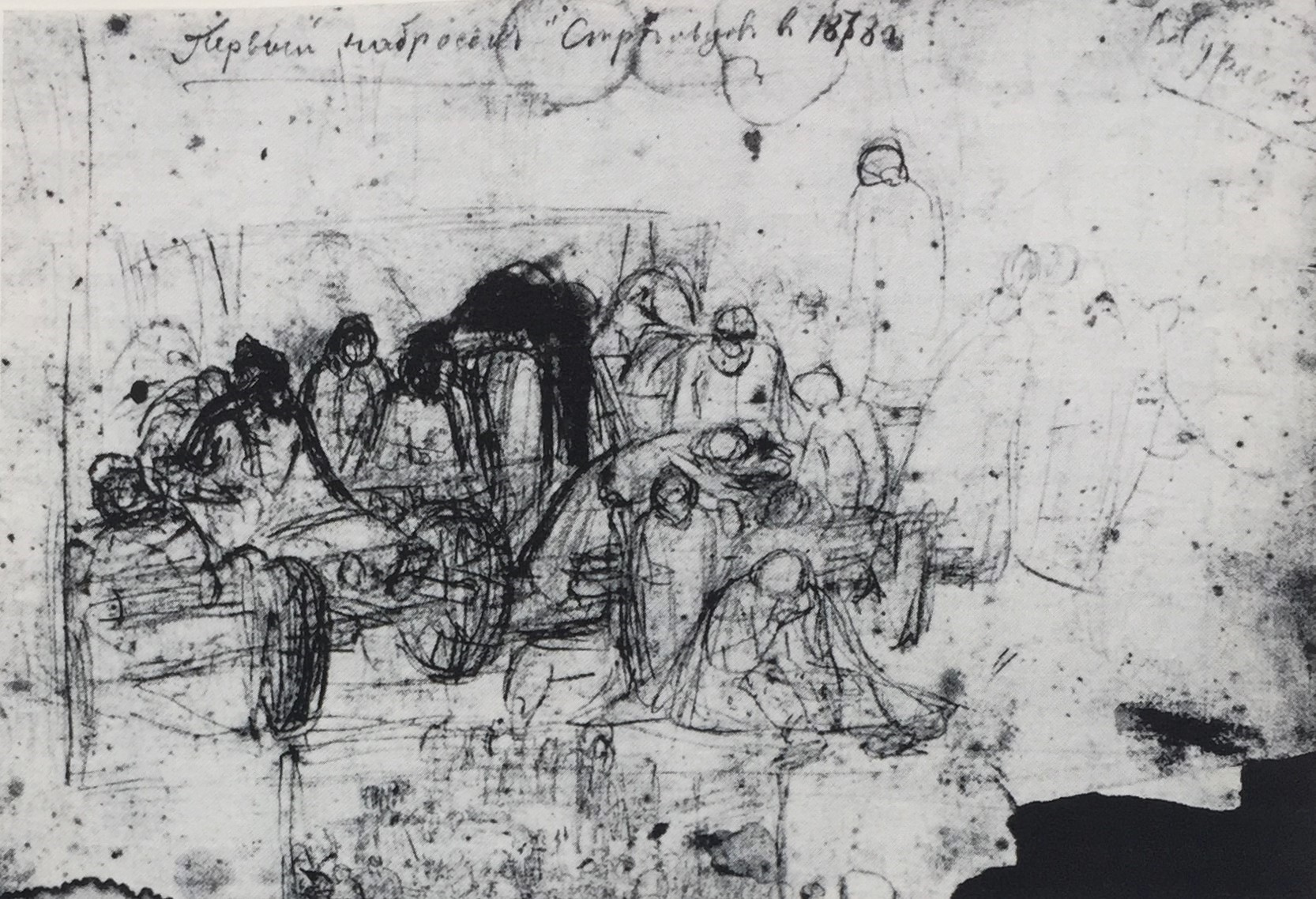
Утро стрелецкой казни (первый набросок, 1878, ГТГ)

В письме к своей матери Прасковье Фёдоровне и брату Александру, посланном в декабре 1878 года, Василий Суриков сообщал: «Теперь я живу в Москве. Работы в храме кончил это лето и теперь остался в Москве писать картину из стрелецкого бунта. Думаю эту зиму кончить её». В письме к матери и брату от 3 мая 1879 года Суриков писал: «Думал, что это лето придётся съездить к вам, но у меня начата большая картина, её нужно целое лето писать». Однако работа над картиной отняла гораздо больше времени, чем предполагал художник, и она затянулась до начала 1881 года.
Работу, связанную с композицией картины «Утро стрелецкой казни», Суриков начинал, когда он жил в квартире на Плющихе. Ряд этюдов для картины был написан художником летом 1879 года, когда он работал в принадлежавшем Н. Н. Дерягину имении Липицы, расположенном в Чернском уезде Тульской губернии. Через некоторое время Суриков вместе со своей семьёй переехал c Плющихи на другую квартиру, расположенную на Зубовском бульваре, в доме В. И. Вагнера (до настоящего времени не сохранился). Там он и работал над большим полотном. Как и предыдущая, квартира на Зубовском бульваре была небольшой: навестивший художника критик Николай Александров вспоминал, что Суриков «писал эту колоссальную картину чуть не под диваном». По словам Александрова, «в маленькой комнате с низкими окнами картина стояла чуть не диагонально поперёк комнаты, и когда он [Суриков] писал одну часть картины, то не видел другой, а чтобы видеть картину в целом, он должен был смотреть на неё искоса из другой тёмной комнаты».

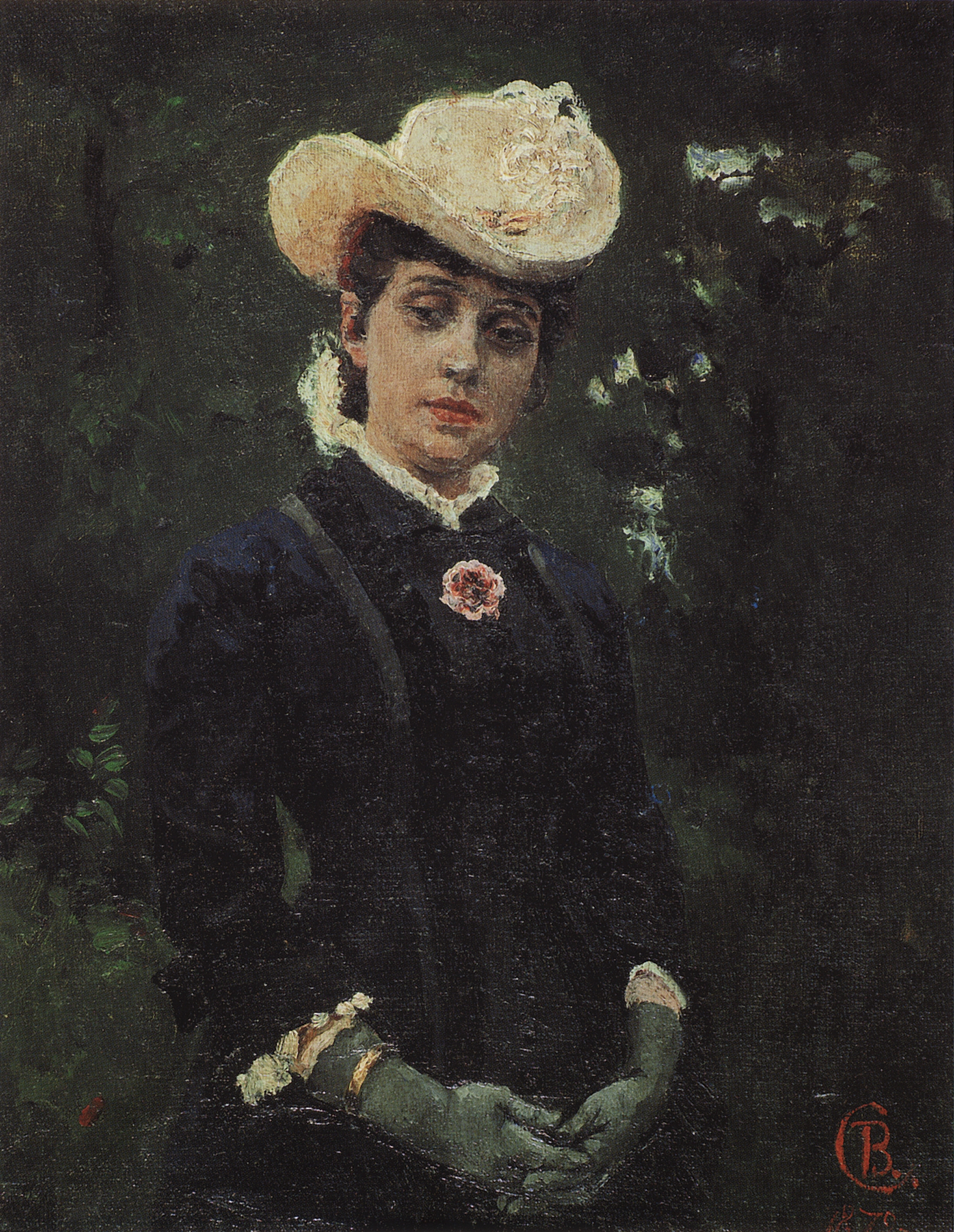
Портрет Е. К. Дерягиной (1879, ГТГ) — модели для образа жены чернобородого стрельца

В этот период Суриков часто общался с художником Ильёй Репиным — они и жили недалеко друг от друга, в Хамовниках, к тому же Репин уговорил Сурикова позировать ему для портрета. Репин вспоминал: «Работы в храме он [Суриков] уже кончил, и сейчас же на Зубовском бульваре, в небольшой комнате (самой большой в его квартире) он начал „Казнь стрельцов“. Тогда ещё не было пряток друг от друга со своими работами: они стояли на мольберте всегда открытыми, и авторы очень любили выслушивать замечания товарищей». Сам Репин в то время работал над картиной «Царевна Софья Алексеевна через год после заключения её в Новодевичьем монастыре», тематика которой тоже была связана со стрелецким бунтом. Он же помог найти натурщика для образа рыжего стрельца — могильщика Кузьму, который очень хорошо подошёл Сурикову.
Суриков рассказывал о том, что как-то, когда работа над «Утром стрелецкой казни» близилась к завершающей стадии, к нему домой зашёл Илья Репин. Посмотрев на картину, он спросил: «Что же это у вас ни одного казнённого нет? Вы бы вот здесь хоть на виселице, на правом плане повесили бы». После этих слов Суриков, хоть и «знал, что так нельзя», но решил попробовать и дорисовал фигуру повешенного стрельца. А на следующее утро, по словам Сурикова, в комнату вошла старуха-няня — «как увидела, так без чувств и грохнулась». Более того, по рассказу художника, в тот же день к нему зашёл Павел Третьяков и спросил: «Что вы, всю картину испортить хотите?». В результате Суриков пришёл к выводу, что прав был он, а не Репин: «искусство не должно так действовать». Проведённая впоследствии рентгенограмма картины показала, что повешенные стрельцы были изображены в правой части полотна в одной из ранних версий композиции картины.
Известно, что в тот период Суриков общался с писателем Львом Толстым, который бывал у него дома и следил за работой над полотном. По словам самого художника, именно Толстой обратил внимание на то, что руки стрельцов, державших свечи, были чисты: по мнению писателя, во время перевозки на телегах на их руки должен был капать воск. Суриков признал справедливость этого замечания и доработал руки осуждённых стрельцов.
Работая над картиной, Суриков серьёзно изучал исторические и литературные источники, описывавшие историческое и культурное развитие России конца XVII — начала XVIII века. Он знакомился с особенностями жизни и обстановки того времени, зарисовывал костюмы, оружие, другие предметы быта и обихода. Много времени художник проводил в Оружейной палате и в Историческом музее. С особым вниманием он изучал старинные одежды — сарафаны, зипуны, военные мундиры и боярские шубы. Возможно, что уже в это время началось знакомство Сурикова с историком и археологом Иваном Забелиным, который работал в Оружейной палате и был признанным специалистом по истории Москвы.

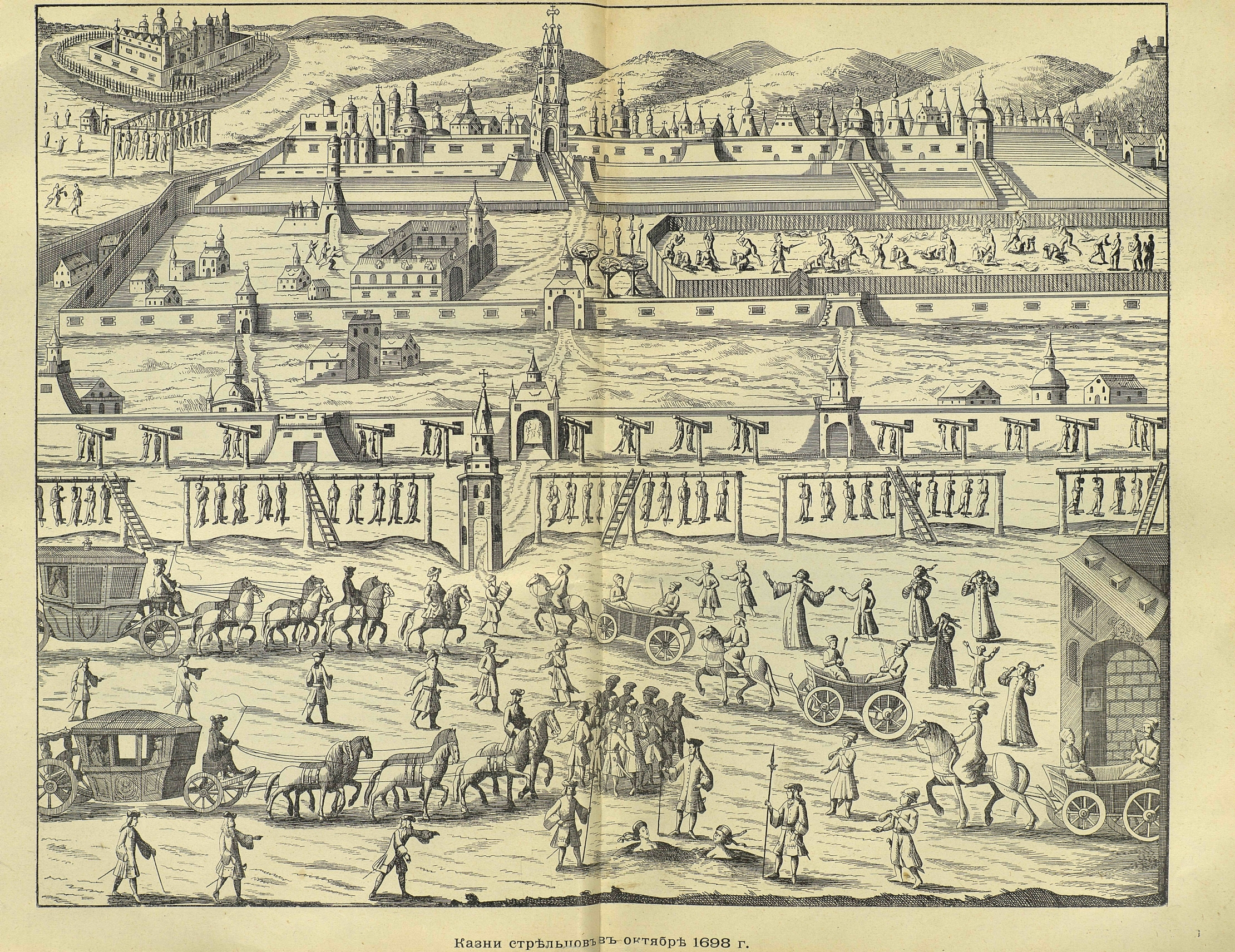
Казни стрельцов в октябре 1698 года (иллюстрация из «Дневника путешествия в Московию» Иоганна Георга Корба)

Одним из важных исторических источников, использованных Суриковым при работе над «Утром стрелецкой казни», были воспоминания секретаря австрийского посольства Иоганна Георга Корба «Дневник путешествия в Московию». Изначально изданный за границей, этот дневник, содержавший детальные описания жестоких пыток и казней, вызвал недовольство Петра I, который потребовал от австрийского правительства запретить его продажу и уничтожить уже отпечатанные экземпляры. В течение долгого времени «Дневник» Корба был фактически запрещён в царской России. Первые отрывки из него, не содержавшие описаний казней, были опубликованы в 1840 году, а первое русскоязычное издание всего дневника вышло в свет в 1867 году, под полным названием «Дневник поездки в Московское государство Игнатия Христофора Гвариента, посла императора Леопольда I к царю и великому князю московскому Петру Первому в 1698 году, ведённый секретарём посольства Иоганном Георгом Корбом». В частности, в своих записях Корб хладнокровно и точно описал расправу над взбунтовавшимися стрельцами, которая состоялась 10 октября 1698 года в селе Преображенском и в само́й Москве, зарисовав некоторые моменты казней и наказаний мятежников.
Василий Суриков вспоминал: «Я когда „Стрельцов“ писал — ужаснейшие сны видел: каждую ночь во сне казни видел. Кровью кругом пахнет. Боялся я ночей. Проснёшься и обрадуешься. Посмотришь на картину. Слава Богу, никакого этого ужаса в ней нет. Всё была у меня мысль, чтобы зрителя не потревожить. Чтобы спокойствие во всём было. Всё боялся, не пробужу ли в зрителе неприятные чувства. Я сам-то свят, а вот другие… У меня в картине крови не изображено, и казнь ещё не начиналась». Художник рассказывал: «И долго потом после дневной работы над картиной мне снились казнённые стрельцы. Они шли ко мне с зажжёнными свечами и кланялись, и во сне пахло кровью».
В январе 1880 года (по другим данным, весной 1880 года) Суриков заболел воспалением лёгких. Лечение долго не приносило положительных результатов, болезнь не отступала. Разуверившись в московских врачах, летом 1880 года художник уехал в Самару, где лечился в кумысолечебнице доктора Нестора Постникова. Только осенью Суриков возвратился в Москву и смог продолжить работу над картиной.

### 9-я передвижная выставка
Картина «Утро стрелецкой казни» была представлена на 9-й выставке Товарищества передвижных художественных выставок («передвижников»), открывшейся в Санкт-Петербурге 1 марта 1881 года, а в апреле того же года переехавшей в Москву. В конце февраля, незадолго до открытия выставки, находившийся в Санкт-Петербурге художник Илья Репин писал Сурикову: «Сегодня вашу картину привезли при мне, раскупорили и натянули на подрамок, всё благополучно. Восторг единодушный у всех, все бывшие тут сказали, что надобно отвести ей лучшее место. Картина выиграла: впечатление могучее!». На вопрос Павла Третьякова о том, как выглядит полотно Сурикова на выставке, Репин ответил, что картина «делает впечатление неотразимое, глубокое на всех» и, более того, «все в один голос высказывали готовность дать ей самое лучшее место; у всех написано на лицах, что она — наша гордость на этой выставке». Репин также сообщил Третьякову, что «решено Сурикову предложить сразу члена нашего товарищества». В самом деле, 27 февраля 1881 года — именно в день написания письма Репина — за создание картины «Утро стрелецкой казни» Суриков был избран членом Товарищества передвижных художественных выставок. Александра Боткина, дочь Павла Третьякова и автор книги об истории создания Третьяковской галереи, писала: «Появление его [Сурикова] в художественном мире с картиной „Казнь стрельцов“ было ошеломляющим. Никто не начинал так. Он не раскачивался, не примеривался и, как гром, грянул этим произведением».

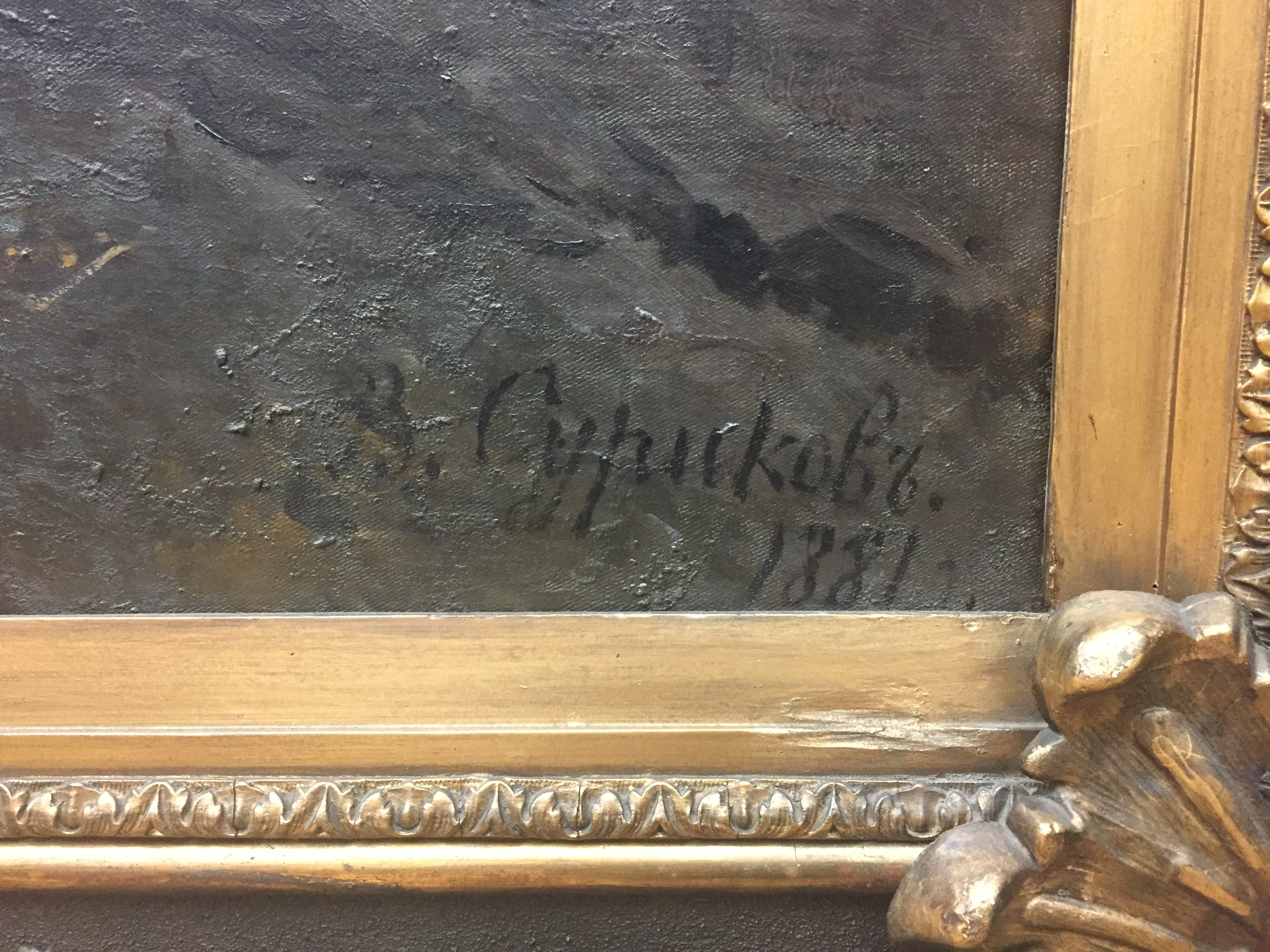
Подпись Сурикова на картине «Утро стрелецкой казни»

В день открытия выставки, 1 марта 1881 года, в Санкт-Петербурге произошло покушение на императора Александра II, осуществлённое членами организации «Народная воля», бросившими под его карету две бомбы. Убийство Александра II привело к политическим преследованиям и арестам. Некоторые картины Передвижной выставки также были взяты под подозрение — в их числе оказались «Крах банка» и «У мирового судьи» Владимира Маковского, «Чтение Положения 19 февраля 1861 года» Григория Мясоедова и «Утро стрелецкой казни» Василия Сурикова. Появились даже опасения, что суриковское полотно будет снято с выставки, но они не подтвердились.
Сразу после открытия Передвижной выставки полотно «Утро стрелецкой казни» оказалось в центре внимания зрителей и рецензентов. Автор статьи в газете «Новое время» (№ 1823, 26 марта 1881 года) писал: «Это такая картина, что о ней одной можно было бы написать целый фельетон: чем больше в неё всматриваешься, тем более открываешь в ней интересных сторон и тем более общее впечатление, оставляемое картиной, выигрывает. Технические недостатки, неправильности рисунка, слабость воздушной перспективы — всё это охотно прощается молодому художнику, в виду громадности художественной задачи и работы. Это одна из самых выдающихся исторических картин русской школы». Автор статьи в журнале «Всемирная иллюстрация» писал, что среди исторических полотен, представленных на выставке, «может быть названо перлом произведение В. И. Сурикова», сила творчества которого «удивила нас здесь мощью и глубиной проникновения в область душевных страданий, не для многих доступную». Указав на некоторые недостатки картины — утрировку в типах, погрешности в цвете и воздушной перспективе, — автор отметил, что Суриков — «талант, оригинальность которого несомненна».
В периодических изданиях того времени встречались и отрицательные отзывы о картине Сурикова. Например, автор статьи в газете «Московские ведомости» (№ 114, 26 апреля 1881 года), критикуя художника как за выбор сюжета, так и за его трактовку, писал: «В самом деле: на чьей стороне стоит художник, изображая эту историческую минуту? Судя по тому, что изображены сцены отчаяния стрелецких семей, можно думать, что Суриков не на стороне Петра». Развивая эту мысль, автор приходил к следующему выводу: «Одно из двух — Суриков сочувствует или Петру или стрельцам. Это сочувствие той или другой стороне должен был он выразить в своей картине, и тогда картина его получила бы тот внутренний смысл, который напрасно ищет в ней зритель теперь».
Прямо с выставки картина «Утро стрелецкой казни» была приобретена Павлом Третьяковым. В письме к своей матери Прасковье Фёдоровне и брату Александру, отправленном летом 1881 года со станции Люблино Московско-Курской железной дороги, Василий Суриков сообщал, что свою картину он «продал за 8000 рублей в галерею Третьякова» (но просил об этом никому не рассказывать). В связи с покупкой картины «Утро стрелецкой казни» художник Павел Чистяков писал Третьякову: «Радуюсь, что Вы приобрели её и чувствую искреннее уважение к Вам и благодарность».

### Последующие события
Картина «Утро стрелецкой казни» экспонировалась на Всероссийской художественно-промышленной выставке, открывшейся в Москве 20 мая 1882 года (в иллюстрированном каталоге выставки также использовалось альтернативное название «Казнь стрельцов»).

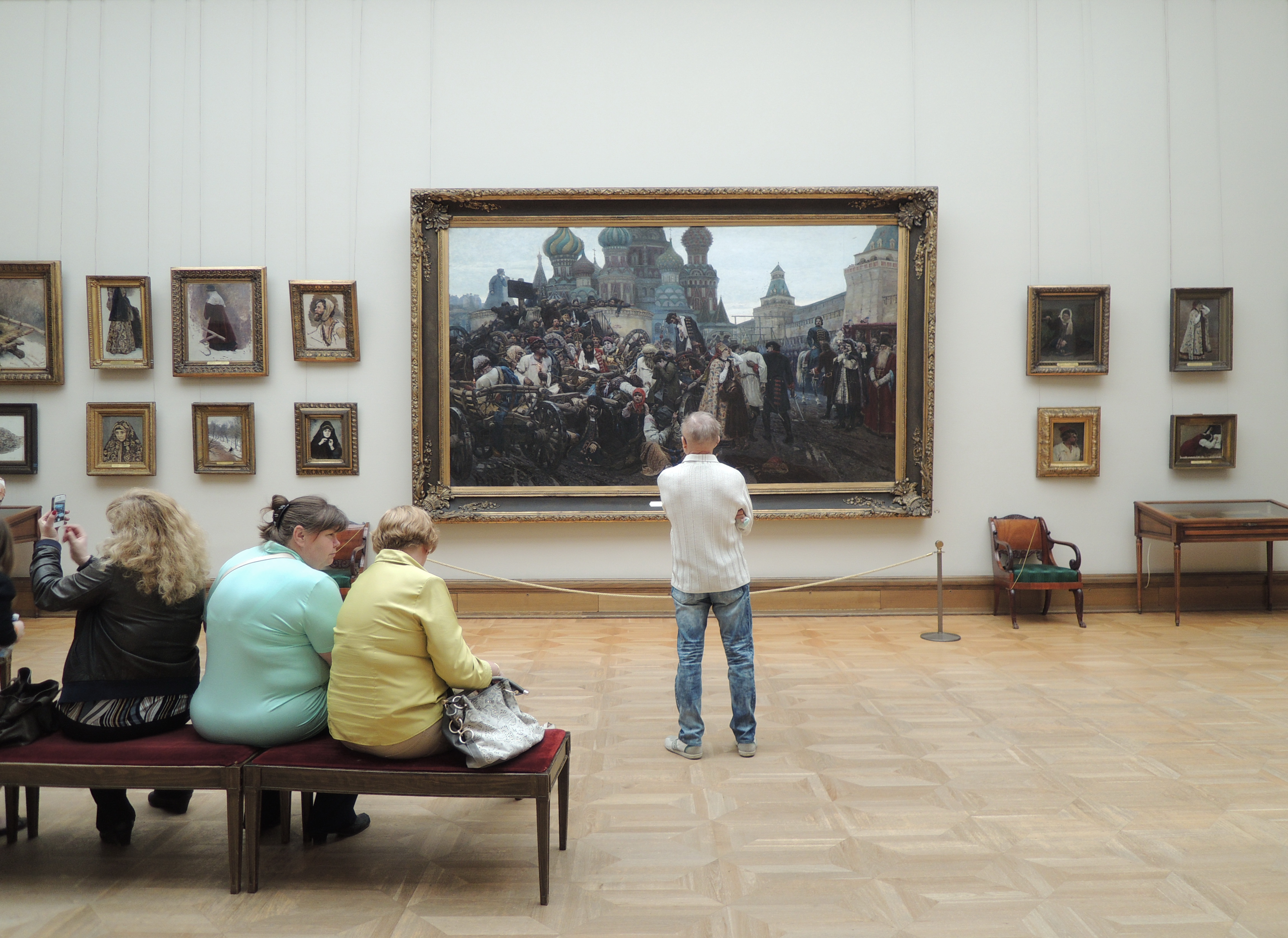
Картина «Утро стрелецкой казни» в ГТГ

Летом 1941 года, после начала Великой Отечественной войны, многие экспонаты из собрания Государственной Третьяковской галереи были эвакуированы в Новосибирск, где они хранились в недостроенном здании Новосибирского театра оперы и балета. При перевозке такие крупные полотна, как «Утро стрелецкой казни» и «Боярыня Морозова», накатывали на специально изготовленные для этой цели валы, защищая красочный слой папиросной бумагой и мягкой фланелевой тканью. Картины были возвращены в Третьяковскую галерею в ноябре 1944 года.
Полотно «Утро стрелецкой казни» неоднократно реставрировалось. В частности, в 1971 году над ним работала группа реставраторов в составе Алексея Ковалёва, Галины Юшкевич, Леонида Астафьева и Михаила Махалова. Основными целями реставрации были: «укрепление сседаний красочного слоя на изображении неба и сломов красочного слоя в разных местах картины», «удаление общего поверхностного загрязнения» и «подведение новых кромок». Среди других реставраторов, в разное время работавших над картиной, упоминаются имена Алексея Фёдорова и Вероники Карасёвой.
В настоящее время картина «Утро стрелецкой казни» выставляется в зале № 28 основного здания Третьяковской галереи в Лаврушинском переулке.

## Описание

### Сюжет и композиция
Стрелецкое войско — первое регулярное войско в России — было создано в 1550 году при Иване Грозном. Стрельцов набирали из вольного посадского и сельского населения, впоследствии их служба стала пожизненной и наследственной. Они жили в особых слободах, получали денежное и хлебное жалованье от государства. Тяготы военной службы, задержки жалованья и злоупотребления начальства вызывали недовольство стрельцов, а порой приводили к восстаниям, таким как стрелецкие бунты 1682 и 1698 годов. Стрелецкое восстание 1698 года было поднято четырьмя полками московского гарнизона стрелецкого войска, принимавшими участие в Азовских походах, а затем направленными на новое место службы — к западной границе государства. Весной 1698 года, когда Пётр I вместе с Великим посольством путешествовал по Европе, 175 стрельцов доставили в Москву челобитную о выдаче им жалованья. В дальнейшем выступление стрельцов приобрело политический характер: они намеревались возвести на престол царевича Алексея при регентстве царевны Софьи. Стрелецкие полки двинулись к Москве, но 18 (28) июня 1698 года они были разбиты правительственными войсками в сражении у Новоиерусалимского монастыря. Расследование стрелецкого бунта было проведено в несколько этапов, при непосредственном участии срочно вернувшегося из зарубежной поездки Петра I. Стрелецкие казни начались осенью 1698 года, всего было казнено более 1300 человек.
Действие, изображённое на картине «Утро стрелецкой казни», происходит в раннее осеннее утро на Красной площади в Москве. Небо затянуто облаками, от долгого дождя немощёная поверхность площади покрыта грязью. В лужах и колеях от телег поблескивает вода, в которой отражается пасмурное небо. Архитектурной составляющей пейзажа служат церковь Василия Блаженного и часть Кремлёвской стены. Яркие цвета, использованные в оформлении церкви, приглушены, а её купола, верхушки которых срезаны верхним краем полотна, выглядят «обезглавленными». На фоне одной из кремлёвских башен установлены виселицы. Над башней кружит вороньё, предвещая скорое начало казни. Сумрачный пейзаж полотна «весь проникнут единым настроением», передающим «тревожное ожидание наступающей трагедии и чувство щемящей тоски». Таким образом, пейзаж не просто служит фоном для исторического события, но и является его «важнейшим эмоциональным элементом».

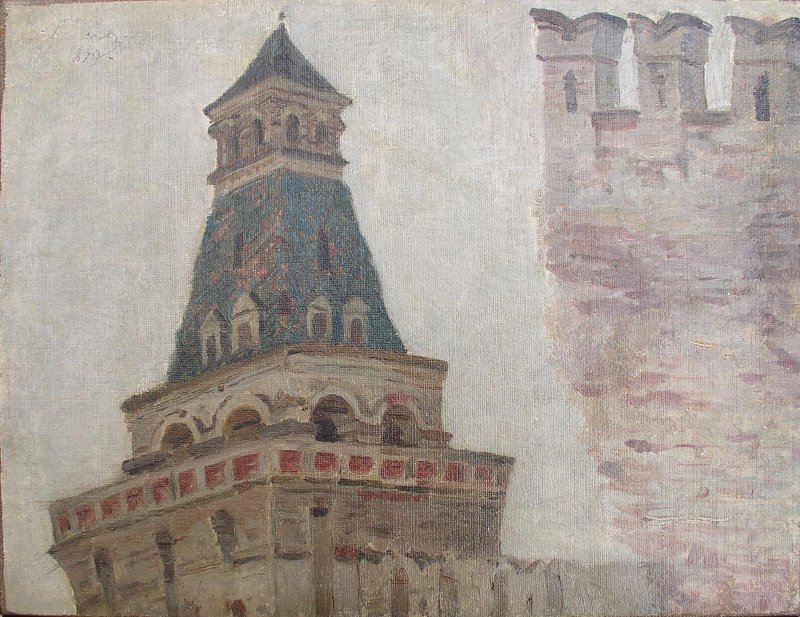
Сенатская башня, или Кремлёвская стена (этюд, 1879, Новый Иерусалим)

Часть кремлёвской стены, изображённая на полотне, содержит две башни. Выбирая точку зрения, Суриков стремился к тому, чтобы на картину не попали ни Спасская (Фроловская) башня, ни Царская башня, поскольку он считал эти архитектурные сооружения слишком нарядными для «образа военной твердыни». При таком ракурсе на картину должны были попасть Набатная (ближе к зрителю) и Константино-Еленинская башни. Однако архитектурные детали, изображённые Суриковым, не соответствуют указанным башням. Вместо этого художник дважды изобразил Сенатскую башню (которая в реальности находится в другом месте кремлёвской стены), сделав её более приземистой (в примерном соответствии с пропорциями Тайницкой башни).
У Лобного места, расположенного перед церковью Василия Блаженного, скопилось большое количество людей. В толпе выделяются осуждённые стрельцы в белых рубахах, держащие в руках горящие погребальные свечи. Некоторые из них сидят или стоят на телегах. Стрельцы окружены членами их семей — жёнами, матерями, детьми. Изображение народных масс занимает по горизонтали почти три четверти картины. На оставшейся справа части полотна народной массе противостоят Пётр I, небольшая группа вельмож рядом с ним, а также еле заметная шеренга солдат-преображенцев в глубине картины.
Рентгенограмма правой части картины показала, что первоначально вдоль всей плоскости кремлёвской стены были изображены перекладины виселиц, под одной из которых были видны повешенные стрельцы. Впоследствии виселицы были убраны с переднего плана на задний, они остались в пространстве между храмом Василия Блаженного и Кремлёвской стеной. Фигуры повешенных стрельцов тоже были убраны с полотна. Правая группа (те, кто правее Петра I) находится на отдельном отрезке холста, который был пришит к основному холсту картины. Шов проходит вертикально, примерно в том месте, где самая правая башня соединяется с кремлёвской стеной. По сведениям реставраторов, ширина пришитого участка холста составляет 47 см.
На картине изображено около пятидесяти стрельцов, членов их семей и других людей, находящихся в толпе. Художнику удалось настолько умело их сгруппировать, что у зрителя создаётся «полное впечатление многолюдной народной массы, собравшейся на Красной площади». Практически каждый образ в этой толпе представляет собой «яркий выразительный тип», обладающий индивидуальным характером. Вне зависимости от родственных связей и имущественного положения, здесь все объединены общим горем. Своеобразие индивидуальных переживаний раскрыто художником в мужских и женских образах всех возрастов. Искусствовед Владимир Кеменов отмечал, что здесь «мы видим типичную для суриковских картин тесноту в размещении человеческих фигур, переплетающихся и сливающихся друг с другом в одну неразъемлемую группу». По его словам, «это — сознательный композиционный приём, благодаря которому многолюдная волнующаяся толпа народа воспринимается как единый живой организм» и «народ как целое приобретает значение самостоятельного художественного образа». При этом «в картине нет ни одного отвлечённого персонажа, написанного для заполнения холста, нет ни одного банального „общего места“».
Одной из проблем, стоявших перед художником, было нахождение такого расположения толпы, при котором были бы видны лица и фигуры составляющих её людей, — в частности, чтобы люди, расположенные на первом плане, не загораживали бы лиц находившихся за ними. Сурикову удалось решить эту проблему, используя возможность группировать толпу не только в горизонтальном, но и в вертикальном направлении полотна. В результате такого построения композиция как бы содержит несколько «ярусов». Первый ярус включает в себя двух старых женщин, сидящих на земле, а также стоящую между ними маленькую девочку. Ко второму ярусу относятся телеги с находящимися на них стрельцами и членами их семей; при этом стрельцы находятся в различающихся по высоте позах — трое из них сидят, один полулежит, один стоит и кланяется народу; кроме этого, ещё один стрелец сошёл с телеги, и его ведут к виселице. На третьем ярусе находятся зрители, собравшиеся на лестнице и верхней площадке Лобного места, чтобы посмотреть на казнь. Для отделения второго яруса от третьего Суриков использует круглую стену Лобного места, в которую упираются запряжённые в телеги лошади.
В пространственном отношении стрельцы, привезённые на казнь, выделяются тем, что они находятся на телегах и за счёт этого оказываются приподнятыми над окружающими их людьми. В цветовом отношении их легко отличить по «чистым белым рубахам смертников» — на некоторых из них также накинуты цветные кафтаны, но и в этом случае белый цвет остаётся доминирующим. Контраст с окружающей толпой также усиливается за счёт огоньков горящих свечей в руках стрельцов и отражений пламени на белых рубахах. По словам Владимира Кеменова, «в картине нет единого центра, она состоит из нескольких „узлов“, тесно связанных и взаимодействующих друг с другом». Такими локальными центрами картины являются стрельцы, вокруг которых сгруппированы члены их семей, а также петровские солдаты, уводящие их на казнь. Стрелецкие жёны и матери полны горя и отчаяния, но сами стрельцы в эти последние минуты перед смертью «так поглощены своими мыслями, так цельны в своей глубокой убеждённости, что, кажется, не замечают горя своих родных и близких».
На картине изображено семь стрельцов. В психологическом раскрытии образов осуждённых Суриков использует различное состояние свечей, подразумевая символическую связь пламени свечи с жизнью человека. По словам Максимилиана Волошина, «основным зерном, из которого расцвела вся композиция, было впечатление чисто живописное, запавшее в душу гораздо раньше: свеча, горящая при дневном свете на фоне белой рубахи с рефлексами». Волошин писал: «Этот образ много лет волновал Сурикова, пока не соединился с темой стрелецкой казни. Психологический образ вполне понятен: свеча, горящая днём, вызывает образ похорон, покойника, смерти. На фоне белой рубахи, в живой руке она ещё более жутко напоминает о смерти, о казни».
К особенностям композиционного решения картины также относится наличие «четвёртого измерения», соответствующего развёртыванию действия во времени: нарастание трагической составляющей событий происходит слева направо. Левее других на полотне изображён стрелец, лежащий в телеге спиной к зрителям. Рядом с ним нет родных и близких, никто из солдат его не торопит, он — «последний в этой очереди смерти». Самый правый стрелец уже сошёл с телеги на землю, его уже повели к виселице, он — «первый в этой страшной очереди». Между двумя крайними стрельцами — «всё многообразие оттенков, передающих и степень приближения казни, и особенности характеров осуждённых, и различие переживаний и поведения».
Прототип закрытой кареты, находящейся в правой части картины, первоначально принадлежал старосте города Брянска Франциску Ясновольскому, от него карета перешла к боярину Никите Ивановичу Романову; в настоящее время карета находится в экспозиции Оружейной палаты (зал 9).

### Стрельцы

#### Рыжий стрелец
Рыжий стрелец в красной шапке, выпрямившись, сидит в телеге в окружении матери и жены. Его серый кафтан с золотыми галунами сполз вниз, так что его крепкая фигура в белой рубахе хорошо видна на тёмном фоне. Несмотря на то, что он скован и его руки связаны, в его образе присутствует наибольшая решимость. Стрелец повёрнут к Петру и смотрит на него взглядом, полным ненависти, не обращая внимания на горячий воск, капающий со свечи на его руку. В образе рыжего стрельца «народный протест выражен наиболее убедительно, в нём мужество стрельцов показано особенно ярко».

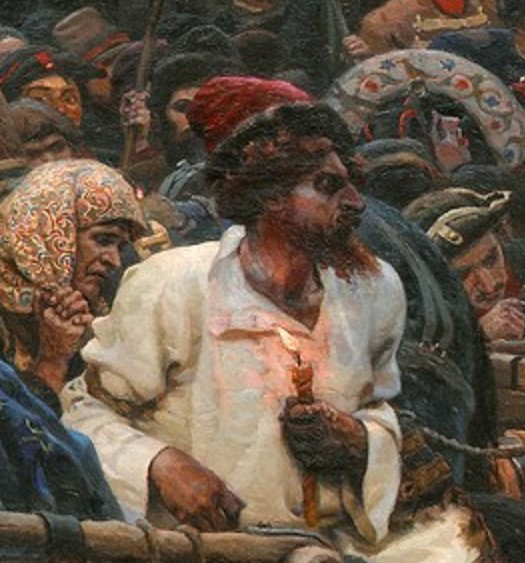
Рыжий стрелец

Известны по крайней мере семь этюдов с изображением рыжебородого стрельца, которые были созданы Суриковым в процессе предварительной работы над его образом. По-видимому, самый ранний из них — хранящийся в Красноярском государственном художественном музее набросок, выполненный художником на обороте листа, на лицевой стороне которого с английской гравюры был перерисован портрет Петра I. Характерный «горбоносый профиль непокорного стрельца» показывает, что уже в то время Суриков имел общее представление об этом образе. Поэтому, приступая к поиску натурщика, художник достаточно отчётливо представлял себе, кого он хотел бы найти.
Найти подходящего натурщика Сурикову помог художник Илья Репин, который рассказывал, что как-то, «поразившись сходством намеченного им [Суриковым] в своей картине одного стрельца, сидящего на телеге, с зажжённой свечой в руке, я уговорил Сурикова поехать со мною на Ваганьковское кладбище, где один могильщик был чудо-тип». Сам Суриков описывал это так: «А рыжий стрелец — это могильщик, на кладбище я его увидал. Я ему говорю: „Поедем ко мне — попозируй“. Он уже занёс было ногу в сани, да товарищи стали смеяться. Он говорит: „Не хочу“. И по характеру ведь такой, как стрелец. Глаза, глубоко сидящие, меня поразили. Злой, непокорный тип. Кузьмой звали. Случайность: на ловца и зверь бежит. Насилу его уговорил. Он, как позировал, спрашивал: „Что, мне голову рубить будут, что ли?“». Илья Репин впоследствии вспоминал: «Суриков не разочаровался. Кузьма долго позировал ему, и Суриков при имени Кузьмы, даже впоследствии, всегда с чувством загорался от его серых глаз, коршуничьего носа и откинутого лба». Тем не менее, несмотря на сходство дошедших до нас семи этюдов с изображением рыжебородого стрельца, нет полной уверенности в том, что все они сделаны с Кузьмы. По мнению Владимира Кеменова, «вероятно, могильщик Кузьма был не первым, а наиболее подходящим натурщиком для рыжего стрельца».

#### Стрелец, лежащий в телеге

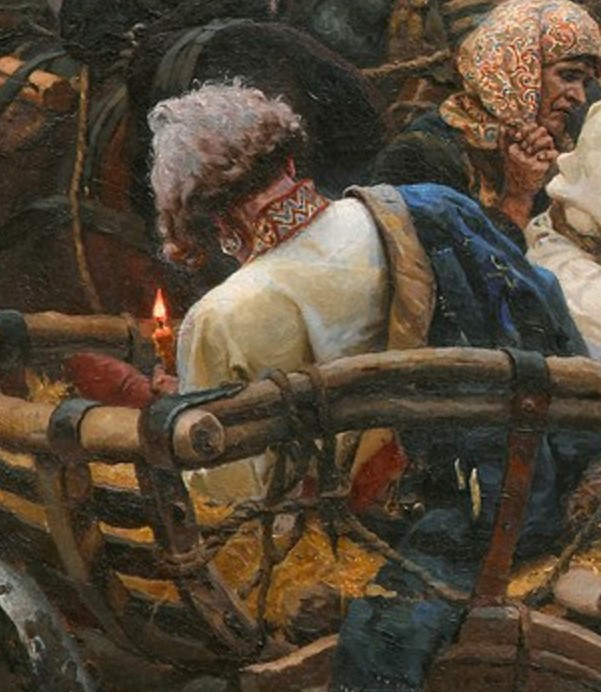
Стрелец, лежащий в телеге

Лежащий в телеге русоволосый стрелец повёрнут спиной, так что зритель не видит его лица. По этой причине выразительность этого образа в значительной мере определяется положением его фигуры. Голова стрельца склонилась над горящим пламенем свечи. На его плечо накинут поношенный, местами залатанный голубой кафтан с золотисто-жёлтой шёлковой отделкой. Под кафтаном видна косоворотка с цветным узором. В ухе лежащего стрельца — серебряная казацкая серьга. Всё это свидетельствует о том, что в былые времена у него была возможность жить с размахом и носить новую нарядную одежду, но последние годы он, как и многие другие стрельцы, провёл в бедности. Выписывая такие подробности, Суриков показывает бедственное положение, в котором находились стрельцы перед бунтом.
Для образа лежащего в телеге стрельца известны два этюда. Акварельный этюд, хранящийся в Третьяковской галерее, представляет собой поясное изображение гимназиста, сидящего у края стола, повернувшись спиной к зрителю. Другой этюд, выполненный маслом на холсте, принадлежит Екатеринбургскому музею изобразительных искусств. На нём написан стрелец в синем кафтане, полулежащий в телеге. В окончательном варианте этого образа, представленном на картине «Утро стрелецкой казни», художник объединил черты обоих этюдов. В частности, от акварельного этюда гимназиста были сохранены вышитый ворот и кисть руки, а из этюда маслом был использован кафтан с длинным рукавом. Владимир Кеменов предполагает, что, возможно, существовал ещё один этюд, так как складки рубахи выглядят на картине совсем по-другому, а волосы стрельца превратились из тёмных в светло-русые.
По некоторым данным, для фигуры лежащего в телеге стрельца художнику позировал крестьянин села Липицы Саватеев.

#### Чернобородый стрелец
Чернобородый стрелец сидит в телеге, сжимая в руке горящую свечу. Слева от него изображена старая мать, утирающая текущие по её лицу слёзы. Справа — его жена, выделяющаяся своей ярко-жёлтой одеждой. Стрелец погружён в свои мысли, не замечая страданий окружающих его близких. В просвете между чернобородым стрельцом и его женой видно лицо охраняющего его солдата-преображенца. Ноги стрельца закованы в цепи, но над ними уже склонился другой солдат, отпирающий замок ключом: по-видимому, его скоро поведут на казнь. В целом этот стрелец представляет собой «образ упорного и волевого человека, в котором есть что-то разбойное и от которого веет несломленной внутренней силой».

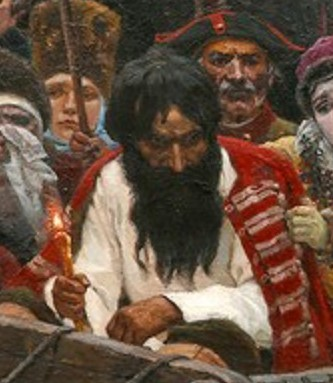
Чернобородый стрелец

Известны три этюда, связанные с работой над образом чернобородого стрельца. На одном из них, хранящемся в Екатеринбургском музее изобразительных искусств, изображён стрелец, сидящий в телеге. C этого этюда в окончательную версию полотна художник (лишь с небольшими изменениями) перенёс общее положение фигуры стрельца и изображение телеги. Для того, чтобы написать голову стрельца, Суриков воспользовался услугами других натурщиков — для этой цели им были написаны два других этюда. Этюд «Стрелец с чёрной волнистой бородой» (частное собрание), написанный с печника, представляет собой «погрудное, тщательно проработанное изображение мужчины лет сорока». По-видимому, в получившемся изображении недоставало эмоционального накала, который требовался художнику для этого образа. С другого натурщика был написан этюд «Чернобородый стрелец» (ныне в Третьяковской галерее). По словам Владимира Кеменова, «поражает уверенность и сила этюда чернобородого стрельца» — «видимо, этот образ давно жил в представлении художника как одно из ярких и неизгладимых впечатлений от типов и мощных характеров, виденных им в Сибири». Сравнивая этот этюд с образом чернобородого стрельца в окончательной версии полотна, можно увидеть, что в картине художник лишь уточнил черты лица, сделав его выражение более угрюмым и озлобленным.
Рассказывая историю создания картины поэту Максимилиану Волошину, Суриков говорил: «Помните, там у меня стрелец с чёрной бородой, „как агнец, жребию покорный“ — это Степан Фёдорович Торгошин, брат моей матери». Художник Яков Тепин также вспоминал, что Суриков рассказывал ему: «Один из Торгошиных, Степан Фёдорович, изображён в виде чёрного бородатого стрельца в „Стрелецкой казни“». Многие родственники Сурикова по линии его матери Прасковьи Фёдоровны (урождённой Торгошиной) происходили из села Торгошино, расположенного рядом с Красноярском. Высказывалось предположение, что моделью для одного из стрельцов второго плана послужил другой дядя Сурикова — Гаврила Фёдорович Торгошин.

#### Седой стрелец

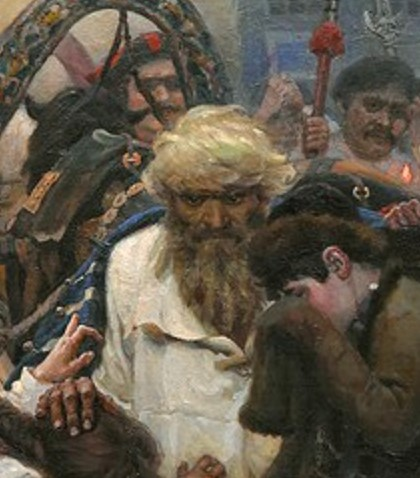
Седой стрелец

В центральной части полотна изображён пожилой стрелец «с копной седых волос на голове и с большой бородой, когда-то тёмной, а сейчас с обильной сединой». К нему с обеих сторон прижались его дети — подросток-сын и девушка-дочь. Сын сидит на краю телеги справа от стрельца и утирает слёзы рукавом своего порванного кафтана. Рыдающая дочь, перегнувшись через обод колеса, прильнула к груди своего отца, вцепившись пальцами в край его кафтана. Справа от седого стрельца, правее его сына, изображён солдат-преображенец, стаскивающий со стрельца кафтан и задувающий пламя его свечи. По-видимому, наступил последний миг прощания с родными, «свеча больше не нужна, час старого стрельца настал».
Известен лишь один этюд к образу седого стрельца, написанный маслом на холсте и хранящийся в собрании Третьяковской галереи. На этом фигурном этюде изображён старый стрелец, сидящий в телеге. В целом сохранив в окончательном варианте картины фигуру стрельца, включая складки его рубахи, Суриков, по-видимому, для изображения его лица решил найти другого натурщика. Владимир Кеменов предполагает, что причиной этой замены могло быть то, что мрачное лицо старика, изображённое на этюде, было эмоционально близко к образу чернобородого стрельца.
Неизвестно, кто послужил натурщиком как для этюда, так и для окончательного изображения седого стрельца. В беседе с Максимилианом Волошиным Суриков рассказывал про одного старика: «А тот, что кланяется, — это ссыльный один лет семидесяти. Помню, шёл, мешок нёс, раскачивался от слабости и народу кланялся». Однако Владимир Кеменов считает, что это воспоминание художника, скорее всего, было использовано для создания другого образа — прощающегося с народом стрельца.

#### Стрелец, прощающийся с народом

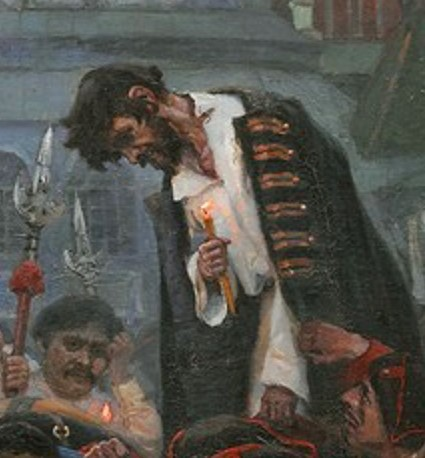
Стрелец, прощающийся с народом

Фигура прощающегося с народом стрельца, возвышающаяся над толпой, относится к самым ранним замыслам художника: её очертания намечены в самом первом наброске картины. Включение фигуры кланяющегося стрельца в композицию имеет историческое обоснование: указы от 5 и 15 февраля 1685 года отменяли смертные казни в Кремле и предписывали проводить их перед Спасскими воротами на Лобном месте, при этом «преступники, выслушав смертный приговор, молились на образ Спасителя, кланялись на все стороны и просили прощения у народа».
К работе над образом этого стрельца относятся два этюда. Более ранняя трактовка образа дана в акварельном этюде, хранящемся в Ростовском областном музее изобразительных искусств. Второй этюд, выполненный маслом на холсте, находится в Третьяковской галерее. На нём кланяющийся стрелец изображён во весь рост — этот вариант практически без изменений был перенесён художником в окончательную версию полотна.
Владимир Кеменов утверждал, что было бы неверным полагать, что в образе этого стрельца выражена «трепетная покорность» и «преклонение перед могучей роковой силой» (выраженной в фигуре Петра I), или же «фаталистическая покорность судьбе». По мнению Кеменова, в прощальном поклоне стрельца «нет ни „смирения“ перед царём, ни выражения „слабости духа“» — стрелец просит прощения в своих грехах не у Петра, к которому он повёрнут спиной, а у народа. Кеменов писал: «Образ кланяющегося стрельца — поразительная удача художника. Он очень важен с точки зрения композиционного строя и эмоционального звучания всей толпы в целом; это — необходимейшая нота в общем хоре народного страдания».

### Жёны, матери и дети стрельцов

#### Жена стрельца, уводимого на казнь

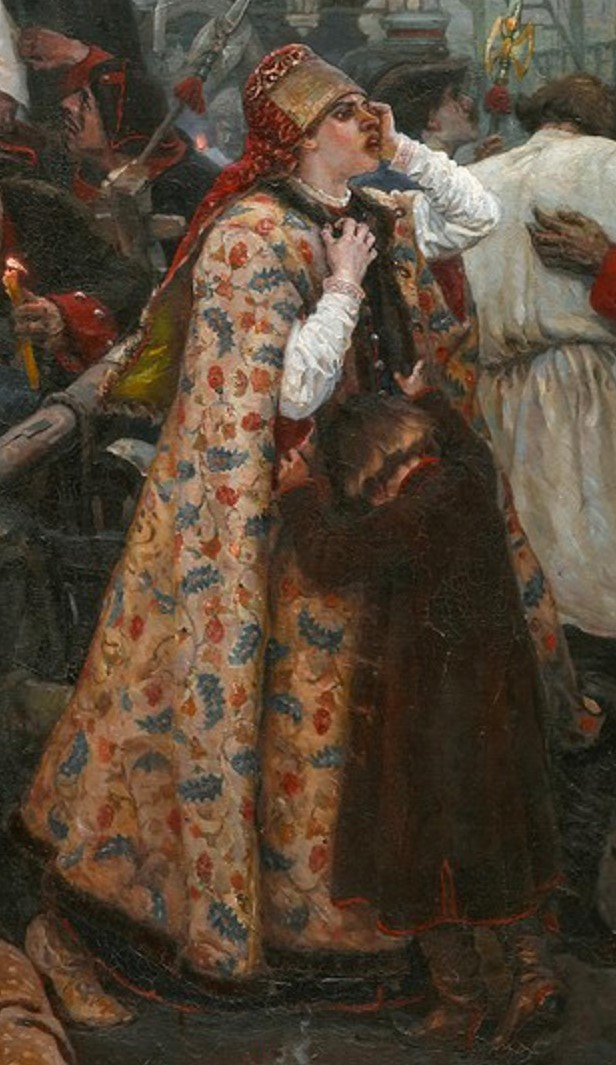
Жена стрельца, уводимого на казнь

Молодая жена стрелецкого начальника, которого только что повели от неё на казнь, выражает своё страдание и горе криком отчаяния. Одной рукой она схватилась за ворот своего летника, а другую поднесла к виску. Её крик близок к тому, «как по древнерусскому обычаю голосят и причитают плакальщицы». В «Дневнике путешествия в Московию» Иоганн Георг Корб писал: «Ужас предстоящей смерти увеличивали жалостные вопли жён, стоны и раздирающие вопли умирающих поражали громаду несчастных»; когда стрельца отрывали от родных и вели к месту казни, «рыдания и вопли женщин увеличивались», жёны оплакивали осуждённых, причитая: «Для чего тебя так скоро отнимают у меня? Зачем покидаешь меня? И в последний раз поцеловать нельзя? Не дают попрощаться с тобой в последний раз». К стрельчихе прижался маленький сын, а на земле рядом с ними валяются брошенные в грязь бордовый кафтан и красная шапка их кормильца. Такого рода подробности можно было прочитать в «Дневнике» Корба, который писал, что одного из стрельцов «провожала до самой плахи жена с детьми, испуская пронзительные вопли», и перед казнью «отдал он на память жене и милым детям, горько плакавшим, перчатки и платок».
Образу жены уводимого на казнь стрельца соответствуют два этюда, датированные 1879 годом. На одном из них, хранящемся в Государственном музее искусств Узбекистана, она изображена в белом летнике, а на другом, из собрания Третьяковской галереи, — в узорном летнике. Владимир Кеменов полагает, что переход от белого летника к узорному был связан с тем, что белый цвет «надо было „экономить“ для рубах стрельцов, чтобы не ослабить эффект его действия на зрителей». Белый летник стрельчихи слишком выделялся из разноцветной толпы, а нужно было «достичь её максимального сближения с окружающими стрельцов семьями». При этом узорный летник не только больше соответствует одеждам других женщин, но и лучше комбинируется с архитектурным фоном — собором Василия Блаженного.
В Третьяковской галерее также хранится акварельный этюд, на котором изображён прижавшийся к жене стрельца маленький сын.

#### Жена чернобородого стрельца

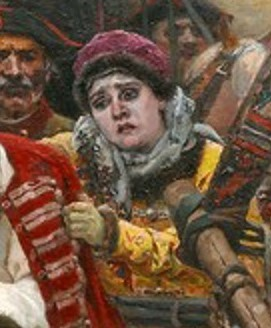
Жена чернобородого стрельца

Жена чернобородого стрельца находится справа от мужа, сидящего в телеге. На ней — ярко-жёлтая одежда, серый вышитый платок и сиреневая шапка. Она взялась за плечо своего мужа и за рукав его красного кафтана, помогая его снять. Её бледное красивое лицо полно страдания, брови сдвинуты, «глаза широко открыты от ужаса и застывшего в них горя». Она тщетно смотрит на мужа, ожидая прощального слова или взгляда, но стрелец в эти последние минуты погружён в свои гневные мысли, не замечая страданий своей жены.
Известны три этюда, созданные художником при работе над образом жены чернобородого стрельца, два погрудных (один — в ГТГ, а другой — в ЕМИИ), а на третьем (ныне в музее-заповеднике «Абрамцево») фигура женщины изображена почти до колен. Рентгенограмма картины «Утро стрелецкой казни» показала, что изначально Суриков написал жену чернобородого стрельца в соответствии с третьим из этих этюдов, но затем внёс в этот образ ряд изменений.
Моделью для жены чернобородого стрельца послужила Елена Корнилиевна Дерягина — сестра художника Николая Бодаревского, вместе с которым Суриков учился в Академии художеств. Её портрет был написан Суриковым летом 1879 года, когда он работал над этюдами в имении Дерягиных, расположенном в Тульской губернии. Черты Дерягиной легко узнаются в двух этюдах для жены чернобородого стрельца.

#### Стрельчиха, закрывшая лицо
Левее жены стрельца, уводимого на казнь, прямо на земле, на брошенном стрелецком кафтане, сидит другая стрельчиха. Её лица не видно, она закрыла его руками. На ней простая крестьянская одежда — грубый сарафан и рубаха, на голове — простой тёмный платок, на ногах — лапти и онучи. В руках стрельчиха держит погасшую свечу. Старый кафтан и свеча — по-видимому, это всё, что у неё осталось от уведённого на казнь мужа; «ей не с кем прощаться, не на кого больше смотреть; она ничего не слышит и не видит — так погружена она в переполнившее её горе». По мнению Владимира Кеменова, Суриков из чувства художественного такта не стал показывать безысходное отчаяние на лице стрельчихи, изобразив её с опущенной головой и предоставив зрителю самостоятельно осознать степень её горя.
Известен один этюд, в котором практически полностью решён этот женский образ. По некоторым сведениям, Суриков писал сидящую на земле стрельчиху с Марии Петровны Соколовой, жившей в имении Дерягиных.

#### Плачущая девочка

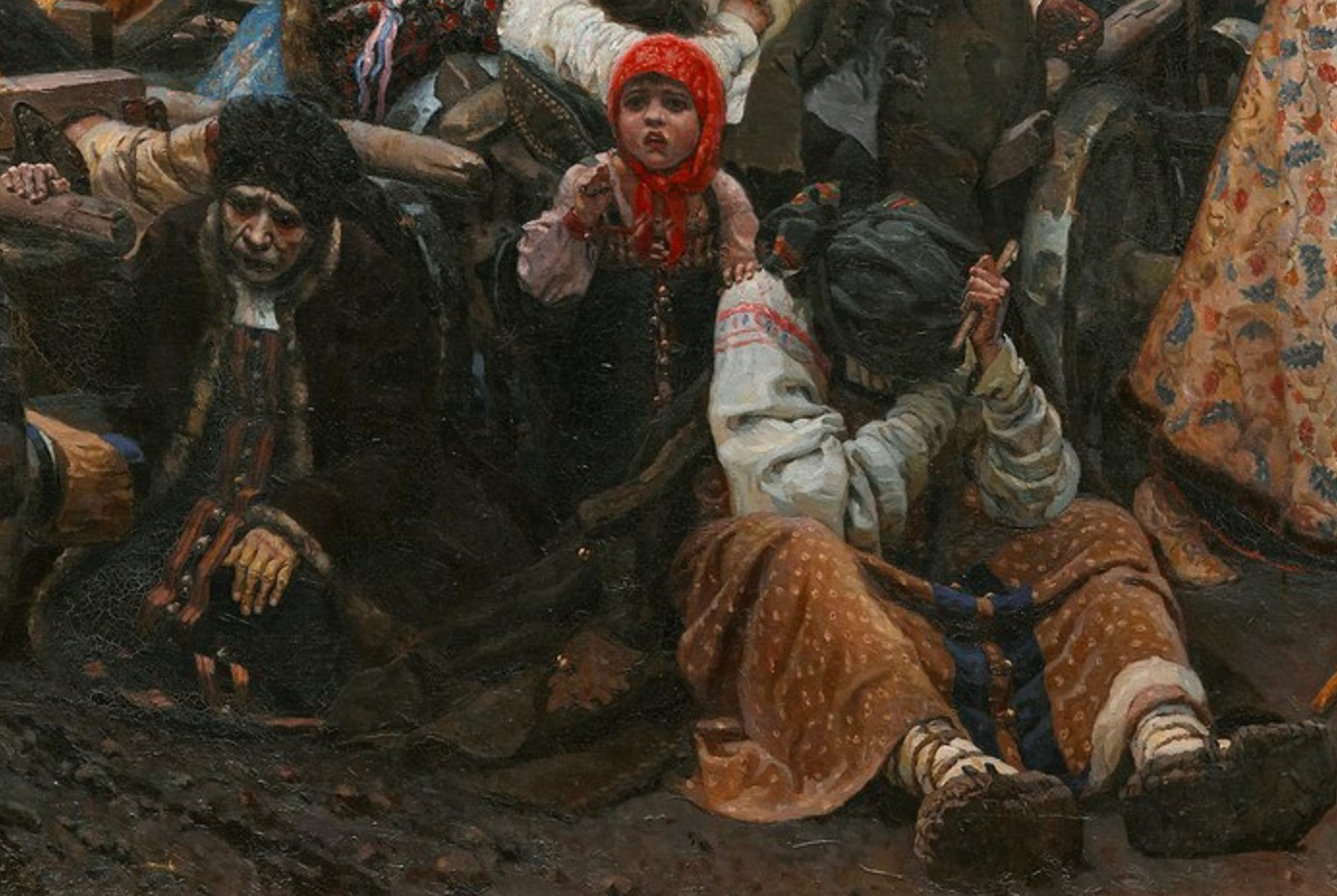
Стрельчиха, закрывшая лицо, плачущая девочка и женщина, сидящая у ног рыжего стрельца

Слева от закрывшей лицо руками стрельчихи стоит маленькая девочка — её дочь. Радостные цвета её детского наряда, включающего в себя ярко-красный платочек, розовую сорочку и лиловый сарафан с золотым позументом, составляют резкий контраст с её заплаканным лицом и испуганными глазами. Не понимая, что происходит вокруг неё, она громко плачет от страха. По словам Владимира Кеменова, «в самой неосознанности горя осиротевшей девочки, в её беспомощности особая трогательность этого образа, вызывающего у зрителя чувство щемящей жалости».
Маленькую девочку на переднем плане Суриков писал со своей дочери Ольги. По-видимому, первый этюд для неё был написан художником в 1879 году (ныне в собрании Государственного Русского музея). Суриков впоследствии рассказывал своей внучке Наталье Кончаловской (дочери Ольги) про то, как ему приходилось пугать позировавшую ему маленькую Олю, чтобы добиться испуганного выражения лица: «Из чёрного леса… вдруг… выходит… Оно!» Девочка пугалась, её глаза округлялись, губы вытягивались, она собиралась заплакать — и именно это выражение её лица пытался запечатлеть художник. Впрочем, на её защиту, протестуя против такого поведения отца, становилась няня.

#### Женщина, сидящая у ног рыжего стрельца
На первом плане картины, слева от плачущей девочки изображена ещё одна сидящая на земле женщина — мать рыжего стрельца. Слегка повернувшись влево, она положила руку на жердь телеги. Её фигура композиционно важна, поскольку своим жестом она вновь привлекает внимание зрителя к находящимся в телегах стрельцам, изображённым в левой части картины.
Для сидящей женщины сохранились два этюда — один фигурный, на котором написана крестьянка в сарафане, и один погрудный, на котором изображена голова пожилой женщины (оба этюда находятся в Третьяковской галерее). Владимир Кеменов полагает, что в создании этого образа художнику могло помочь внимательное изучение портретов Рембрандта. По сравнению с погрудным этюдом, в окончательной версии полотна Суриков «ещё более усилил чувства безнадёжности и отчаяния, выраженные в неподвижно застывшем взгляде стрельчихи». Сидящая женщина на картине выглядит старше, чем в этюде.

### Пётр I
В правой части полотна находится Пётр I, прибывший на коне для того, чтобы лично руководить казнью. На площади он увидел «угрюмых стрельцов, торжественно приготовившихся к смерти, но не раскаявшихся и не покорившихся». Более того, почувствовав на себе яростный обжигающий взгляд рыжебородого стрельца, Пётр устремил на него ответный огненно-грозный взор. Эта дуэль непримиримо гневных взглядов между царём и доживающим свои последние минуты стрельцом «словно электрический ток пронизывает всю картину, связывая её правую и левую части и образуя линию волевого напряжения двух борющихся исторических сил».

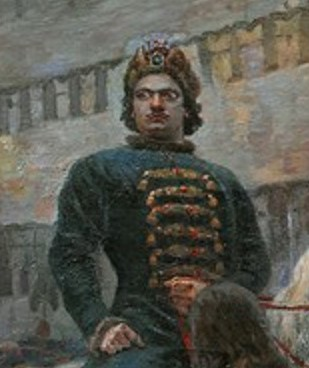
Пётр I

Отношение Сурикова к личности Петра I и его роли в российской истории было неоднозначным. По воспоминаниям художника Петра Кончаловского, Суриков восхищался силой, смелостью, размахом и решительностью Петра, но при этом возмущался его жестоким отношением к народу и протекцией, оказываемой им приезжим иностранцам. По словам Владимира Кеменова, картина «Утро стрелецкой казни» отчётливо показывает, что «при всём сочувственном изображении стрельцов художник не допустил ни малейшей их идеализации, так же как при всём „недолюбливании“ Петра I не допустил никакого сгущения красок с целью его „обличения“ или „разоблачения“».
Суриков рассказывал Максимилиану Волошину: «Пётр у меня с портрета заграничного путешествия написан, а костюм я у Корба взял». Кроме этого, известен рисунок Сурикова с изображением Петра (ныне в КГХМ), являющийся копией с гравюры Уильяма Фэйсорна-младшего «Пётр I». В нижней части рисунка есть пометка художника: «Петр 25 лет», что соответствует 1697 году. На гравюре Фэйсорна Пётр I изображён в нарядном костюме и в шапке с меховыми отворотами, отогнутыми кверху. Сравнивая с изображением Петра в окончательной версии картины, можно убедиться, что шапку Суриков действительно взял с гравюры Фэйсорна, но костюм у него другой. По мнению Владимира Кеменова, костюм Петра был взят художником с гравюры Иоахима Оттенса «Одеяние знатной московской особы», на которой изображён Пётр в национальной русской одежде во время своего пребывания в Амстердаме. Возможно, изображая Петра в простом тёмно-зелёном кафтане с горизонтальными петлицами, художник хотел добиться «созвучия» его фигуры с преображенцами, одетыми в кафтаны того же цвета.
По некоторым данным, для фигуры Петра I Сурикову позировал Кузьма Тимофеевич Шведов — управляющий имения Дерягиных, в котором художник работал в 1879 году. Шведов был человеком высокого роста и «всегда ездил на лошади подбоченясь».

### Другие действующие лица

#### Преображенцы
Известен лишь один этюд Сурикова для картины «Утро стрелецкой казни», на котором изображён солдат Преображенского полка — «преображенец со шпагой в руке, уводящий стрельца на казнь» (ныне в ГТГ). На этюде фигура солдата изображена в том же положении и повороте, как и на картине, но его лицо в окончательной версии полотна написано с другого натурщика. Также существуют два подготовительных рисунка, на которых изображены формы, вооружения и знамёна Преображенского полка (ныне в КГХМ).
Этюды к образам других преображенцев не сохранились. Некоторые лица солдат, изображённые на картине, очень выразительны. По-видимому, художник сознательно подбирал для этой цели натурщиков с типично русскими лицами. Несмотря на то, что преображенцы противопоставлены стрельцам и решительно выполняют порученное им дело, их лица «лишены недоброжелательности или какой-либо злобы по отношению к стрельцам».

#### Меншиков
Выполнением приказов Петра I (он же «урядник Преображенского полка Пётр Михайлов» или «бомбардир и капитан Пётр Алексеев») руководил «преображенский сержант Александр Меншиков», который изображён на полотне стоящим перед Петром I спиной к зрителям (он одет в бордовый кафтан). Этот факт был подтверждён критиком Николаем Александровым, который, описывая картину Сурикова, сообщал: «Правая часть <…> занята Петром на коне, возле которого стоит докладывающий о чём-то Меншиков». Таким образом, в картине Суриков представил Александра Меншикова непосредственным распорядителем подготовки казни стрельцов.
То, что Меншиков в самом деле был активным участником стрелецких казней, описывал в своём «Дневнике» Иоганн Георг Корб: «Его Царское Величество прибыл туда [на место казни] в двуколке с неким Александром, общество которого доставляет ему наибольшее удовольствие». Корб также писал, что после казней в селе Преображенском «более жестокий Алексашка хвастался, что отрубил двадцать голов».

#### Знатный иностранец
В группе наблюдателей, расположенной у правого края полотна, также находятся иностранцы. Их включение в картину соответствовало исторической и художественной правде: известно, что на казнях присутствовали как состоявшие на службе у Петра иноземцы (Лефорт, Гордон и другие), так и послы и посланники других государств.
В этой группе выделяется иностранец — «человек средних лет, с красивым бледным лицом, тёмными глазами, чёрными усами и небольшой бородкой». Он одет в чёрный бархатный кафтан с серебряными пуговицами, из-под которого виден парчовый камзол. В его дорогой костюм также входят «чёрный плащ, подбитый фиолетовым шёлком, драгоценная запона, изогнутая шляпа с плюмажем и туфли с золотыми пряжками». Такая богатая одежда могла быть только у очень знатного вельможи. Вероятно, Суриков изобразил австрийского посла (официально — посла Священной Римской империи) Игнатия Христофора Гвариента де Ралля, направленного в 1697 году в Московию императором Леопольдом I. Секретарём Гвариента был Иоганн Георг Корб, описавший путешествие в Россию в своём «Дневнике». По-видимому, именно он является прототипом иностранца в скромной одежде, стоящего за Гвариентом и внимательно наблюдающего за происходящим.

#### Старый боярин
Правее иностранцев находится пожилой боярин, облачённый в старинную одежду Московского царства. На нём высокая горлатная шапка из коричневого меха и турская шуба, отделанная вишнёво-красным бархатом. Под шубой видны рукава серого кафтана, расшитые серебряным узором. Он обут в золотисто-жёлтые чёботы. Сложив перед собой опущенные вниз руки, боярин тяжёлым взглядом смотрит на стрельцов из-под сдвинутых седых бровей.
Присутствие старого боярина в группе сторонников Петра также исторически обосновано, поскольку Петра в его борьбе против царевны Софьи поддерживала большая группа представителей старинного родовитого боярства. Судя по почётному месту, на котором находится боярин, он был одним из верных помощников Петра в его борьбе против стрельцов. Его почтенный возраст, патриархальный облик, гордая осанка и богатая одежда свидетельствуют о том, что он «пользуется особым уважением Петра, не дерзнувшего обрезать ему бороду (как он сделал до стрелецких казней с остальными боярами)». Указанным характеристикам могли соответствовать как руководитель Разрядного приказа Тихон Стрешнев, так и князь Михаил Черкасский, принимавший деятельное участие в следственной комиссии о стрелецком бунте. Учитывая их возраст на момент стрелецких казней и ряд других факторов, Владимир Кеменов пришёл к выводу, что наиболее вероятным прообразом старого боярина был князь Михаил Черкасский. В настоящее время эта точка зрения считается общепризнанной.
Известен этюд «Старый боярин», или «Старик в шубе», хранящийся в собрании Одесского художественного музея.

## Эскизы и этюды
По словам Сурикова, когда у него на Красной площади в воображении ясно «вспыхнула сцена стрелецкой казни», то он «поспешил домой и до глубокой ночи всё делал наброски, то общей композиции, то отдельных групп». К нашему времени сохранился один лист, в верхней части которого художник написал: «Первый набросок стрельцов в 1878 году. В. Суриков». Этот лист, содержащий эскиз и набросок композиции «Утра стрелецкой казни», находится в собрании Государственной Третьяковской галереи (инв. 27173). На листе совмещены два наброска. Расположенный вверху более крупный рисунок даёт очертания фигур левой и центральной частей картины, а в небольшом прямоугольнике в нижней части представлена общая композиция будущего полотна. Изучение эскиза показывает, что уже в самых ранних набросках Суриковым были намечены «все основные фигуры стрельцов и их расположение среди родственников»: здесь есть и стрелец, полулежащий в телеге, и рыжий стрелец в шапке, и чернобородый стрелец, и седой стрелец с мальчиком и плачущей девушкой рядом с ним, и сидящая перед ними женщина, закрывшая лицо руками, и стоящая девочка рядом с ней, и кланяющийся народу стрелец, и голосящая стрельчиха, и две намеченные фигуры справа от неё, на месте которых впоследствии появятся стрелец и уводящий его на казнь преображенец. В то же время на этих набросках не изображена правая группа будущей картины, в которую входит Пётр I с боярами и иностранцами. По некоторым сведениям, существует ещё один композиционный эскиз картины, который хранится в Красноярском государственном художественном музее имени В. И. Сурикова.
Живописные этюды для картины «Утро стрелецкой казни»
В Третьяковской галерее хранятся одиннадцать этюдов для картины «Утро стрелецкой казни», выполненные маслом на холсте — «Стрелец в шапке» (1879, 34 × 27 см, инв. 6089, из собрания И. Е. Цветкова, поступил в 1926 году из Цветковской галереи), «Стрелец, прощающийся с народом» (1879, 57 × 33 см, инв. 6083, из собрания И. Е. Цветкова, поступил в 1926 году из Цветковской галереи), «Чернобородый стрелец» (1879, 31 × 23 см, инв. 27251, из собрания семьи художника, Москва, приобретён в 1948 году), «Жена стрельца, уводимого на казнь» (1879, 55 × 37,6 см, инв. 25457, из собрания семьи художника, Москва, приобретён в 1927 году), «Плачущая девушка» (1879, 28 × 39 см, инв. 10455, из собрания В. М. Новожилова, Москва, приобретён в 1929 году), «Иностранец» (1879, 43 × 24 см, инв. 8971, из собрания семьи художника, Москва, приобретён в 1927 году), «Седой стрелец» (1879—1880, 46,2 × 38,2 см, инв. 6088, из собрания И. Е. Цветкова, поступил в 1926 году из Цветковской галереи), «Старуха, сидящая на земле» (1879—1880, 53,2 × 46 см, инв. 10427, из собрания А. П. Лангового, Москва, приобретён в 1928 году), «Голова старухи, сидящей на земле» (1879—1880, 29 × 24 см, инв. 11182, из собрания И. С. Остроухова, поступил в 1929 году из Музея Остроухова), «Жена чернобородого стрельца» (1879—1880, 19,5 × 18,8 см, инв. 24796, из собрания Е. В. Соколовой, Москва, приобретён в 1939 году) и «Солдат-преображенец» (1880, 42,5 × 30,5 см, инв. 8972, из собрания семьи художника, Москва, приобретён в 1927 году).
Живописные этюды для картины «Утро стрелецкой казни»
В Екатеринбургском музее изобразительных искусств хранятся три этюда для полотна «Утро стрелецкой казни», выполненные маслом на холсте (все они датируются 1879 годом): «Чернобородый стрелец, сидящий в телеге» (31 × 40 см, инв. Ж-924), «Стрелец в синем кафтане, лежащий в телеге» (22 × 30 см, инв. Ж-925) и «Жена чернобородого стрельца» (25 × 26 см, инв. Ж-926).
В музее-заповеднике «Абрамцево» находится этюд «Жена чернобородого стрельца» (1879, холст, масло, 26 × 21,5 см или 26 × 21,8 см,); ранее этот этюд находился в собрании М. А. Умновой (Москва). В музее «Новый Иерусалим» (ранее — Московский областной краеведческий музей) хранится этюд «Сенатская башня Кремля», или «Кремлёвская стена» (холст, масло, 22,3 × 29,6 см или 23 × 30 см, инв. ЖД-83). Некоторые исследователи полагают, что находящийся в Государственном Русском музее «Портрет девочки» (1879, холст, масло, 24,5 × 18,6 см, инв. ЖД-8448) был использован Суриковым для работы над образом плачущей девочки.
Живописные этюды для картины «Утро стрелецкой казни»
В Киевской картинной галерее (до 2017 года — Киевский музей русского искусства) хранится этюд «Рыжий стрелец в шапке», или «Рыжебородый стрелец» (1881, холст, масло, 31 × 25,5 см, инв. Ж-192, из собрания Н. И. Мурашко). В собрании Одесского художественного музея находится этюд «Старый боярин», или «Старик в шубе» (1880, холст, масло, 44 × 37,5 см, инв. Ж-387, поступил в 1940 году из Московской государственной закупочной комиссии под названием «Мужской портрет»). В Государственном музее искусств Узбекистана (Ташкент) хранится этюд «Стрельчиха», или «Жена стрельца, уводимого на казнь (в белом летнике)» (1879, холст, масло, 40 × 25 см, инв. 1410).
В литературе упоминается этюд «Стрельчиха, закрывшая лицо» (холст, масло, 1880, 40,6 × 51,4 см). По состоянию на 1987 год, его местонахождение было неизвестно. В 2004 году этюд выставлялся на продажу на одном из аукционов и, вероятно, находится в частном собрании. Также в частном собрании хранится этюд «Стрелец с чёрной волнистой бородой» (холст, масло, 1878, 36 × 28 см); по сведениям на 1987 год, в собрании И. Д. Черкес (Москва). Кроме этого, известно о существовании композиционного этюда «Рыжебородый стрелец», который ранее находился в собрании В. Е. Шмаровина. По сведениям на 1987 год, местонахождение этого этюда неизвестно.
Ещё один этюд Сурикова, известный под названием «Стрелец» (бумага на холсте, масло, 53 × 42,5 см, инв. Ж-1066), хранится в Тверской областной картинной галерее. Ранее считалось, что это — один из этюдов для картины «Утро стрелецкой казни», но в 2000-х годах было выдвинуто предположение, что на нём изображён царь Иоанн Васильевич Грозный, а время написания относится к 1900-м годам. Кроме этого, один из этюдов, приписываемых Сурикову, — «Голова стрельца» — находится в коллекции Музея русской культуры в Сан-Франциско (подлинность этого этюда требует подтверждения).
Живописные этюды для картины «Утро стрелецкой казни»
В процессе работы над картиной Суриковым также были созданы графические этюды, в том числе ряд карандашных набросков и акварельных рисунков. Несколько этюдов относятся к работе над образом рыжего стрельца: «Профиль рыжебородого стрельца» (набросок, бумага, графитный карандаш, 24 × 21 см, КГХМ), «Стрелец в шапке» (1879, бумага, итальянский карандаш, 38,5 × 29,8 см, ГТГ, инв. 11299), ещё один «Стрелец в шапке» (1879, бумага, карандаш, 34 × 27 см, ГТГ, инв. 24174), «Рыжебородый стрелец» (бумага, графитный карандаш, находился в семье художника) и «Голова стрельца в шапке» (бумага, графитный карандаш, 30,1 × 20,3 см, ГТГ, инв. 24176 — оборот листа).
В Ростовском областном музее изобразительных искусств хранится этюд «Голова стрельца» (1879, бумага на картоне, чёрная акварель, пастель, 30 × 23,5 см, инв. ГН-20), созданный художником при работе над образом стрельца, прощающегося с народом. В Третьяковской галерее находится этюд «Мальчик, припавший к плачущей матери» (бумага, акварель, 30,1 × 20,3 см, инв. 27176) и «Гимназист» (1880, бумага, акварель, 28,1 × 19,4 см, инв. 25223). Этюд «Гимназист» был создан для работы над фигурой стрельца, лежащего в телеге.
Графические этюды для картины «Утро стрелецкой казни»

## Отзывы и критика

### XIX век
В «Художественных заметках», опубликованных в «Художественном журнале» (выпуск IV за 1881 год) под псевдонимом «Сторонний зритель», критик Николай Александров писал: «В нынешнем сезоне самая выдающаяся, самая талантливая новинка — это, бесспорно, картина молодого художника В. Сурикова „Утро стрелецкой казни“». В целом оценивая произведение Сурикова положительно, Александров критиковал его за неоптимальную компоновку и отсутствие простора, а также отмечал недостатки воздушной перспективы и «неровное, местами неудачное письмо». Тем не менее, по словам Александрова, «картина Сурикова стоит незыблемо, зрителя сразу же охватывает могучесть художественного представления, художественного творчества». Александров отмечал, что «закоренелые сильные характеры стрельцов — это главный аккорд всей драмы», а всё остальное привязывается к нему, усиливая его звучание.
Художественный критик Владимир Стасов в статье «Двадцать пять лет русского искусства», опубликованной в 1883 году, писал, что в полотне «Утро стрелецкой казни» есть ряд недостатков, к которым он относил «театральность Петра I верхом, искусственность петровских солдат, бояр, иностранцев и стрелецких жён, и, всего более, самих стрельцов; отсутствие выражения там, где оно прежде всего требовалось, — в фигурах старух, матерей стрелецких». Тем не менее, отдавая должное мастерству Сурикова, Стасов отмечал, что «общее впечатление ватаги стрельцов, с зажжёнными свечами, скученных в целой толпе нагромождённых телег, — ново и значительно». Из образов стрельцов, представленных на картине, Стасов выделял двоих: «один — старик, другой — средних лет, оба с лица, с поникшими головами». По определению Стасова, эти «истые» и «могучие» стрельцы уверены в своей правоте, но в эту минуту сломлены и подавлены. Стасов писал: «До сих пор мы знаем всего одну эту картину Сурикова. Что дальше из него будет: останется ли он „историком“, к чему имеет явную способность, или перейдёт к другим сюжетам, — надо подождать».
Ещё до появления картины Сурикова на 9-й передвижной выставке высокую оценку ей дал скульптор Марк Антокольский. Называя её «первой русской картиной исторической», он писал: «Может быть она шероховата, может быть недокончена, но в ней зато столько преимуществ, которые в сто раз выкупают все недостатки».

### XX и XXI века
Художник и критик Александр Бенуа в книге «История русской живописи в XIX веке», первое издание которой вышло в свет в 1902 году, отмечал, что творчество Сурикова служит подтверждением утверждения Достоевского о том, что «нет ничего фантастичнее реальности». По словам Бенуа, суриковская «казнь стрельцов среди насупившейся Красной площади, со зловещим силуэтом Василия Блаженного позади, с мерцающими в утренней мгле жалкими свечками, с процессией искалеченных людей, плетущихся под грозным взором Антихриста Царя, гениально передаёт весь сверхъестественный ужас начинающейся петровской трагедии», эпилог которой изображён на другом, более позднем полотне Сурикова — «Меншиков в Берёзове» (1883).

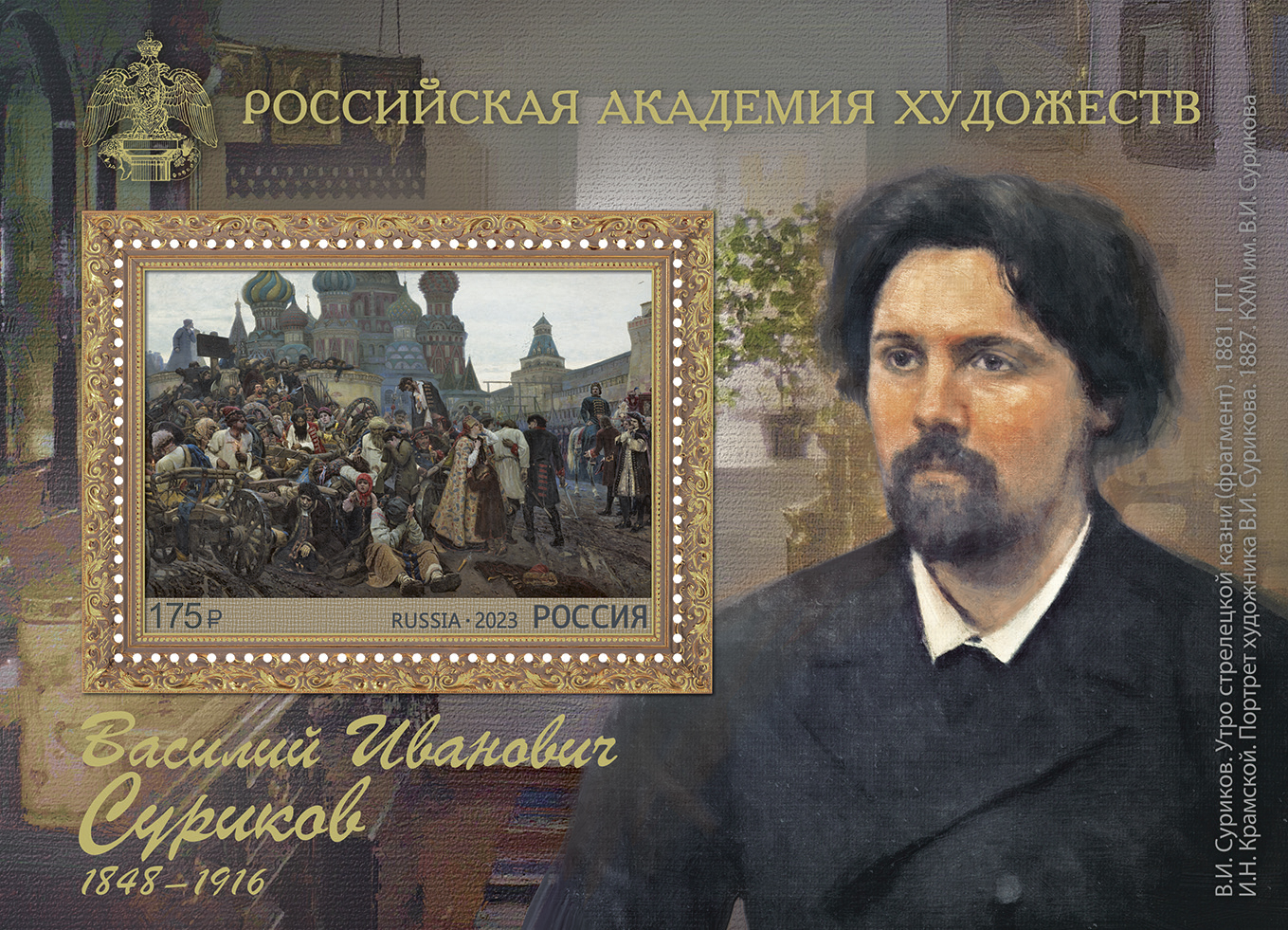
Почтовый блок, посвящённый 175-летию Сурикова, на котором изображена картина «Утро стрелецкой казни»

В книге, вышедшей в 1955 году, искусствовед Дмитрий Сарабьянов писал, что в полотне «Утро стрелецкой казни» Суриков показывает две силы. Первая из них — народ, «пусть заблудившийся в своих действиях, пусть гибнущий, но способный бороться за свои права». Вторая сила, противопоставленная народу — Пётр I, «расправляющийся со стрельцами, но делающий это ради того, чтобы способствовать движению России к новым, пусть столь же трудным для народа, но необходимым для нации путям». По словам Сарабьянова, в произведении Сурикова положительная трактовка Петра не противоречит героической трактовке народа, «ибо каждый из героев действует с полной верой в свою правоту, и правота каждого из них есть действительная особенность исторического события». При этом, по мнению Сарабьянова, прогрессивность концепции Сурикова состояла в том, что он «утвердил в художественной форме силу народа, показал его способность бороться за свои права, раскрыл его героический подвиг в этой борьбе».
Искусствовед Алла Верещагина отмечала, что в картине «Утро стрелецкой казни» Сурикову удалось «с предельной художественной выразительностью» воплотить то, к чему стремились его предшественники — художники-передвижники начала 1870-х годов. Она писала, что «никто и никогда до него [Сурикова] не сумел показать так правдиво и убедительно само „движение истории“, разворачивающееся в противоречиях, раздирающих нацию, в схватке не на жизнь, а на смерть сторонников нового и ревнителей старины». По словам Верещагиной, огромная толпа народа показана художником «с удивительным мастерством», его картина «истинно народна и глубоко национальна».
Искусствовед Виталий Манин отмечал, что полотно «Утро стрелецкой казни» — первое капитальное произведение Сурикова — было «построено в форме народной драмы». По словам Манина, показывая столкновение стрельцов с царской властью, «художник явно не на стороне разгневанного Петра», его позиция — «как бы над схваткой». По мнению Манина, такая позиция позволила Сурикову изобразить то, что отсутствовало в исторических описаниях, — художник «передал настроение, переживание, переходящее в надрыв», «проследил психологию жертв», «дал почувствовать цвет того времени, колорит места казни». Манин писал, что Сурикову удалось сделать всё это «так убедительно, что казалось, живописью только и можно создать дополнительную картину истории».